# Villeparois
Villeparois é uma comuna francesa na região administrativa de Borgonha-Franco-Condado, no departamento de Alto Sona. Estende-se por uma área de 3,32 km². Em 2010 a comuna tinha 205 habitantes (densidade: 61,7 hab./km²).